# حي النمساويين (مدريد)

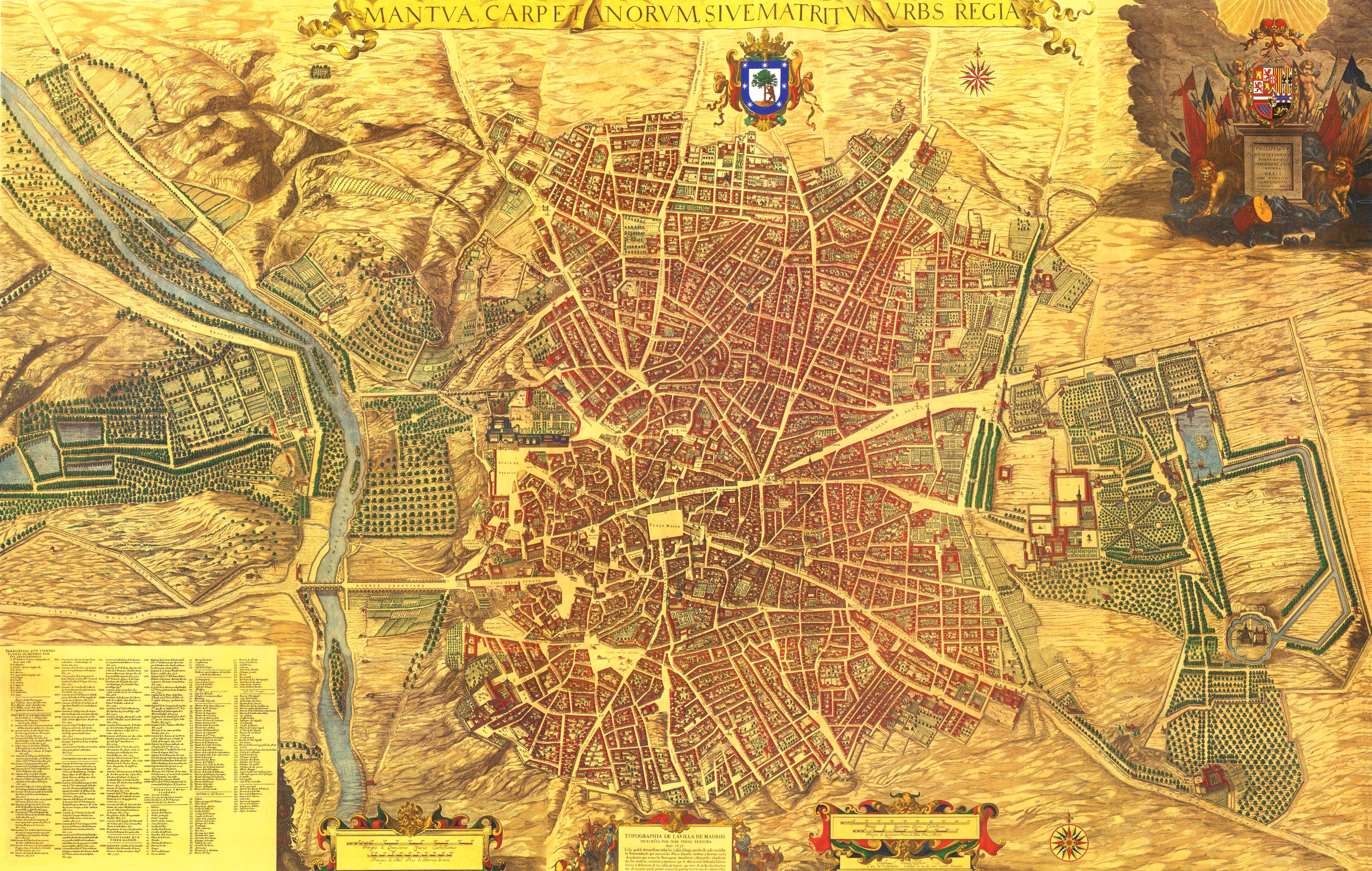
خريطة مدريد، رسمها بيدرو تيكسيرا في عام 1656. في هذا العام، تم بالفعل تشييد سياج فيليب الرابع، مما أدى إلى تحديد الحدود التاريخية لمدريد النمساويين، ومنع نمو المدينة حتى أوائل siglo التاسع عشر.

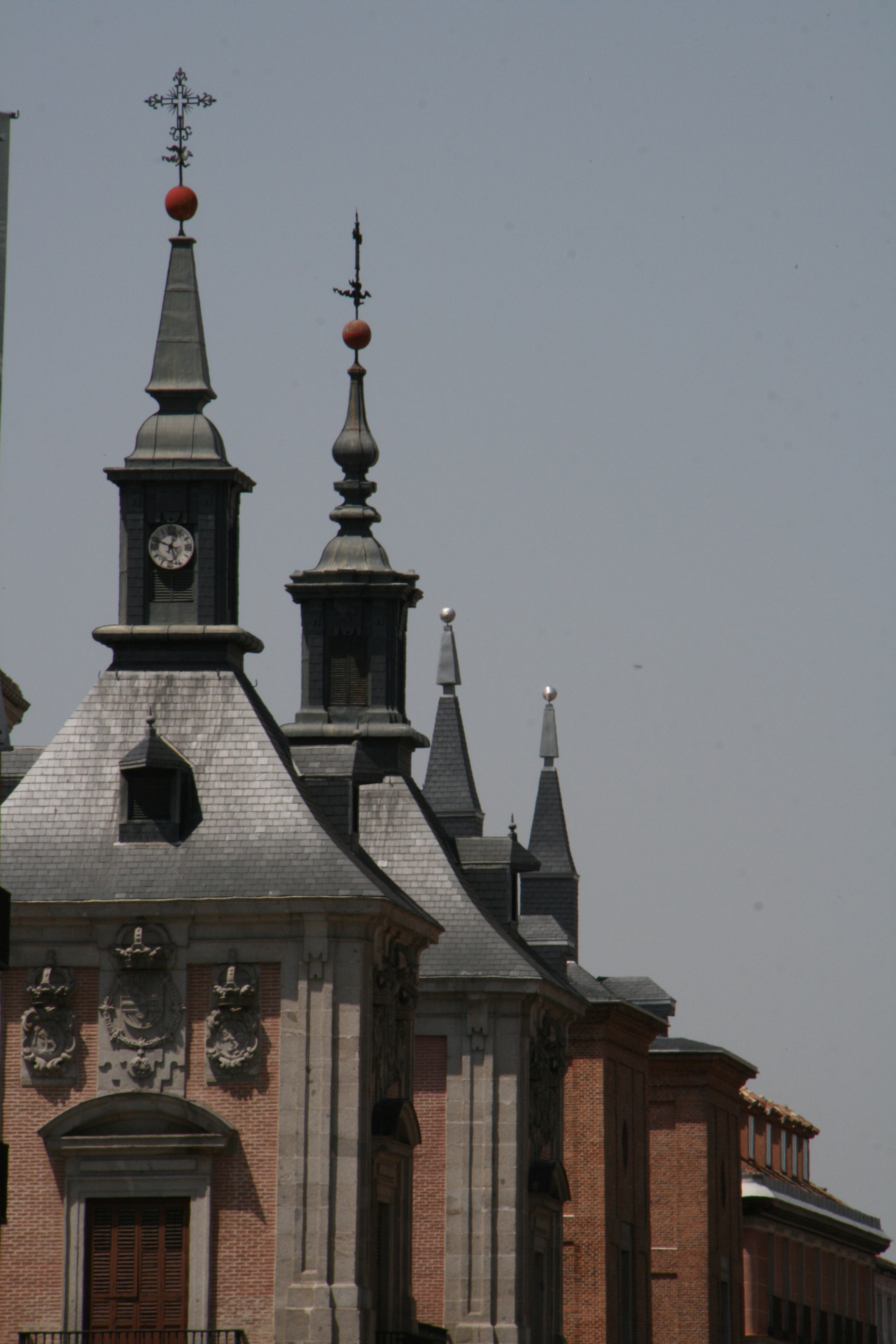
أبراج كاسا دي لا فيلا في شارع كالي مايور في مدريد.

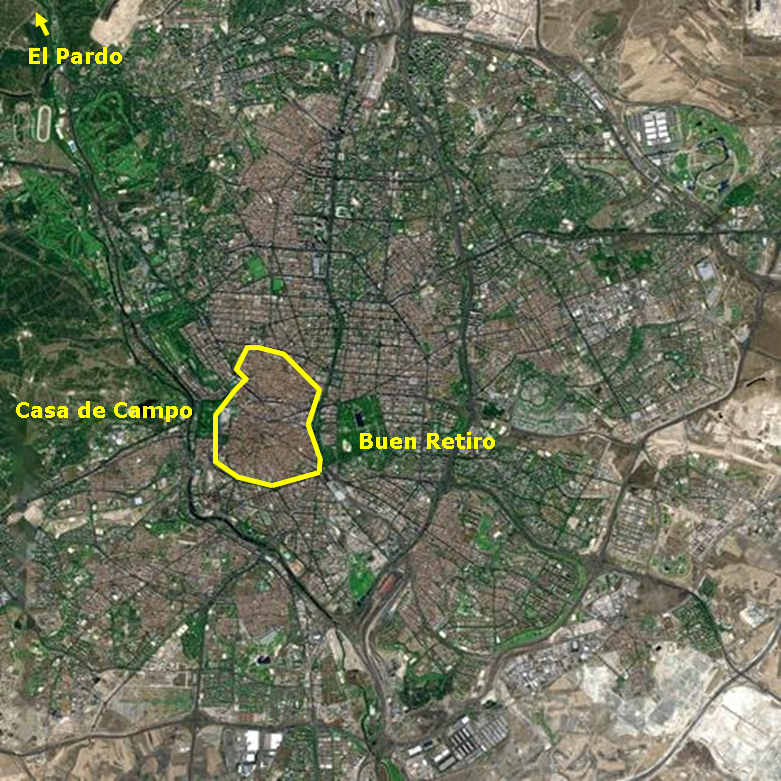
موقع مدريد دي لوس أوسترياس في صورة الأقمار الصناعية لوسط المدينة، الملتقطة في عام 2002.

يُعرف مدريد النمساويين أو حي النمساويين في مدريد (Madrid de los Austrias)، الذي يُطلق عليه أيضًا اسم "حي آل هابسبورغ" أو "حي آل أوستريا"، بأنه منطقة واسعة في العاصمة الإسبانية، لا تتمتع بكيان إداري خاص، وتتوافق مع المخطط العمراني الأصلي للمدينة في العصور الوسطى، بالإضافة إلى التوسعات الحضرية التي بدأت في بيت النمسا، بداية من عهد كارلوس الأول ملك إسبانيا، وخاصة في عهد فيليبي الثاني، الذي قام في عام 1561 بجعل مدريد مقرًا دائمًا للبلاط الملكي.
يُستخدم هذا الاسم لأغراض سياحية لترويج المجمعات الأثرية الواقعة ضمن جزء كبير من الأحياء الإدارية "سول" و"بالاثيو"، والتي تمثل نحو ربع تلك المنطقة المذكورة أعلاه. بالإضافة إلى دلالته الجغرافية، فإن مصطلح "مدريد النمساويين" يحمل أيضًا معنى تاريخي، حيث يُستخدم للدلالة على تطور المدينة، وخصوصًا من الناحية العمرانية، خلال الفترة الممتدة بين حكم كارلوس الأول (1516–1556)،أول آل هابسبورغ، وكارلوس الثاني (1665–1700)، آخر ملوك هذه السلالة في إسبانيا. كما يُستخدم مصطلح "مدريد القديمة" (Madrid antiguo) بشكل متكرر للإشارة إلى هذا الجزء من المدينة.

### الحدود
تختلف حدود "مدريد النمساويين" بشكل كبير حسب وجهة النظر المعتمدة، سواء كانت تاريخية أو سياحية.

### الحدود التاريخية

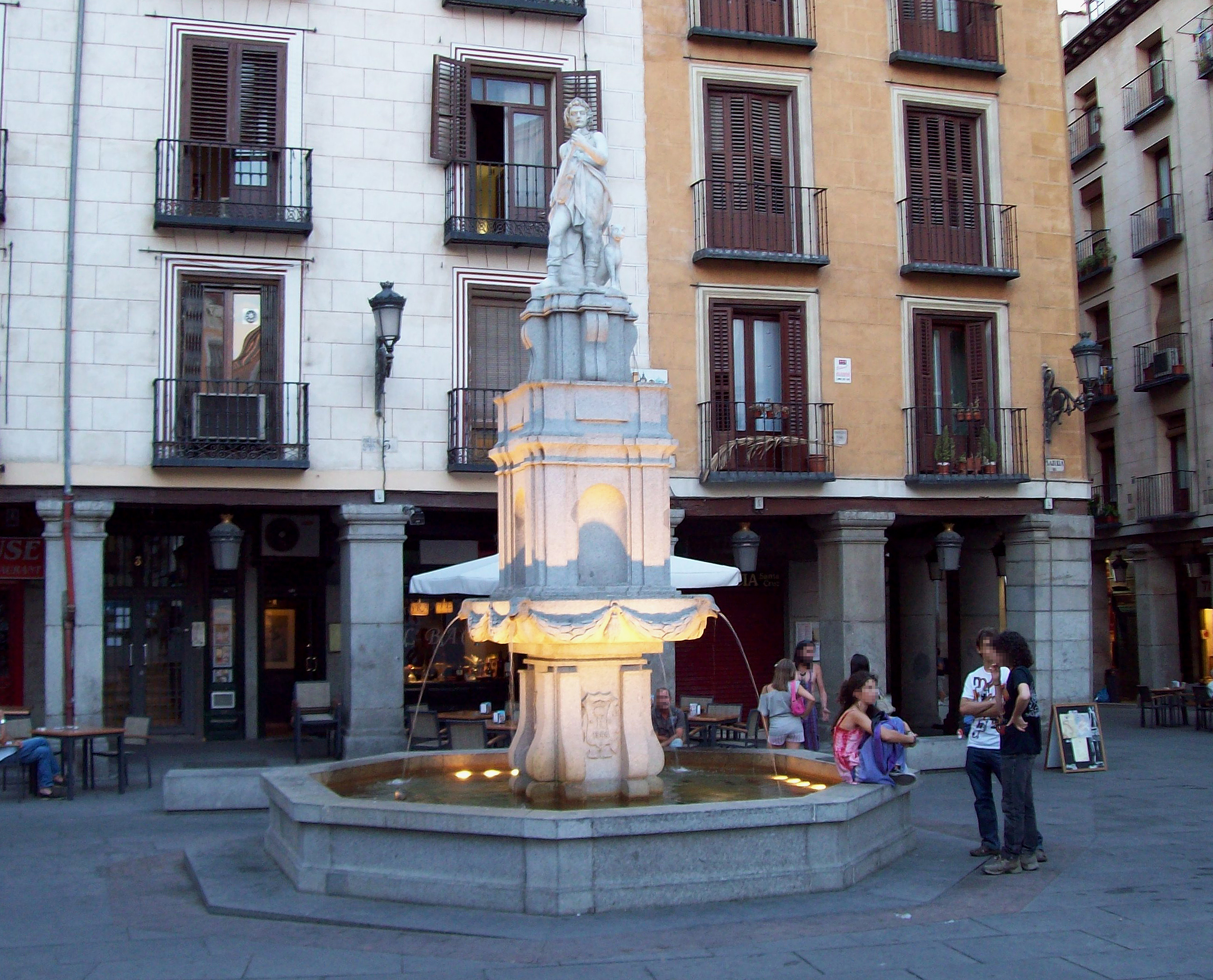
نافورة أورفيو في ساحة "لا بروفينسيا"، وهي نسخة حديثة تعود للقرن العشرين من الهيكل الأصلي الذي اكتمل بناؤه عام 1629.

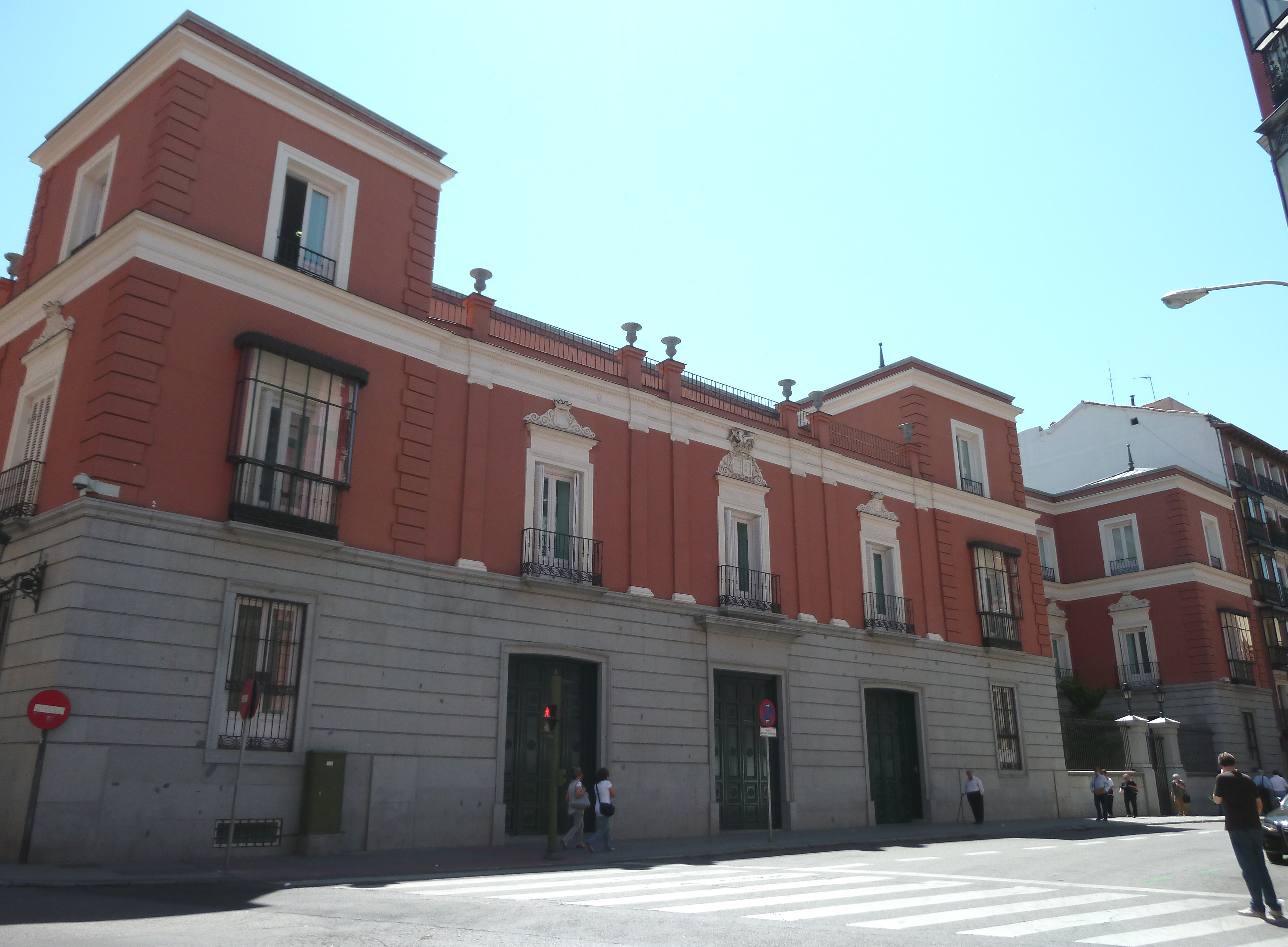
قصر بيانا من القرن الثامن عشر، وقد خضع لتعديلات خلال القرن التاسع عشر.

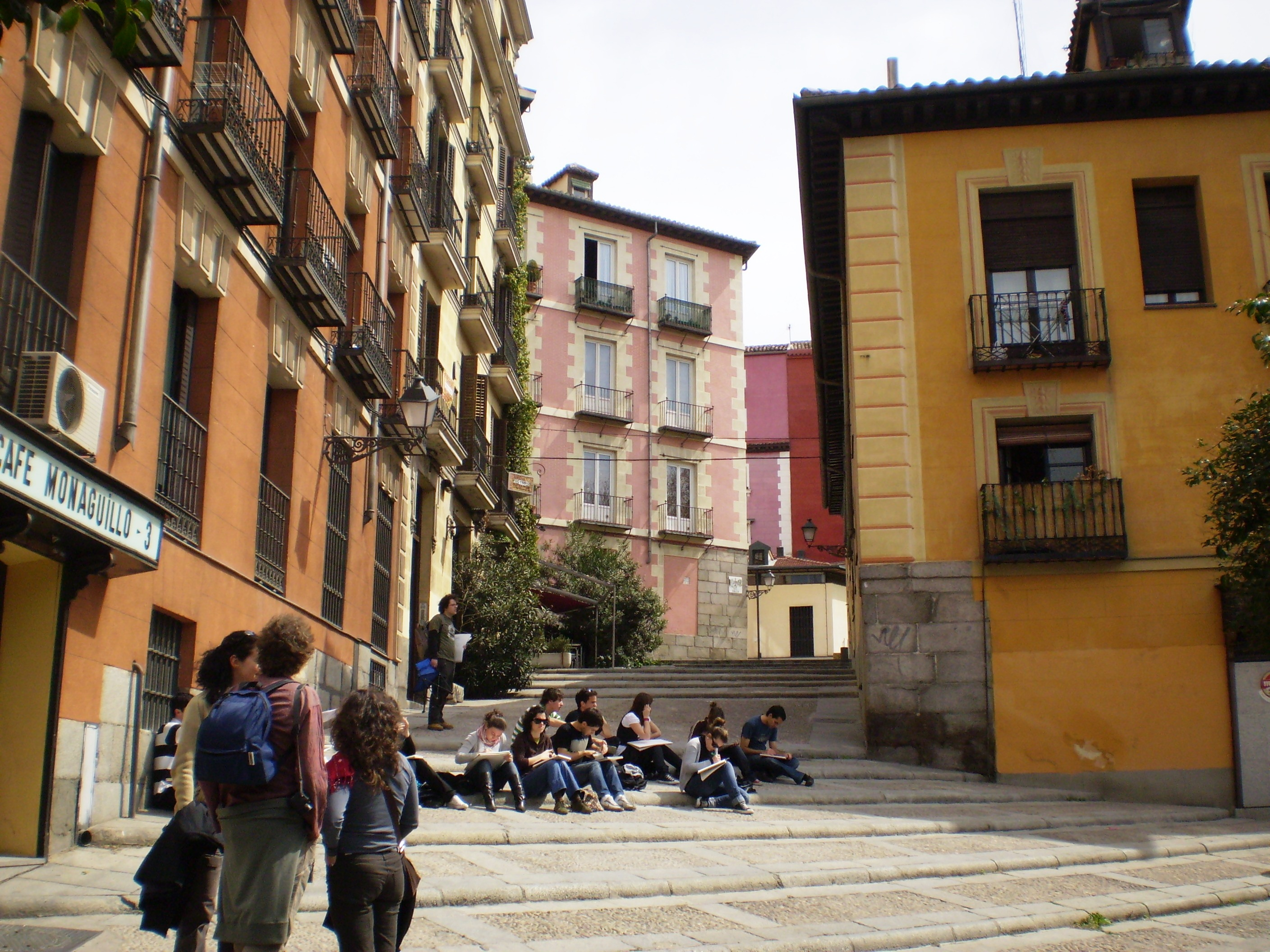
منظر عام لشارع "كوندي" الواقع في منطقة تأثير شارع "سيغوفيا"، ضمن الحي الإداري "بالاثيو"، الذي يشكل مع حي "سول" محور المسار السياحي لمدريد دي لوس أوسترياس.

خلال عهد كارلوس الأول، كانت مدريد تتألف من مركزين رئيسيين: المنطقة الواقعة ضمن السور المسيحي، الذي يعود للعصور الوسطى، والمناطق الطرفية (الأحياء الخارجية). وامتد النسيج الحضري من الغرب إلى الشرق من القصر الملكي حتى بوابة الشمس (بويرتا ديل سول)، ومن الشمال إلى الجنوب من ساحة "سانتو دومينغو" حتى ساحة "لا سيبادا".
ابتداءً من عام 1561، ومع اتخاذها عاصمة للمملكة، شهدت المدينة نموًا سريعًا، وخصوصًا باتجاه الشرق. ويُعطي مخطط مدينة مدريد الذي أعدّه بيدرو تيخيرا في عام 1656، بعد نحو قرن من استقرار البلاط الملكي، تصورًا دقيقًا لأبعاد المدينة في عهد فيليبي الرابع (1621–1665).
وقد أُحيطت المدينة بسور أمر ببنائه فيليبي الرابع عام 1625، وامتد هذا السور من جهة الشمال على طول الشوارع الحالية: "جينوفا"، "ساغاستا"، "كارانثا"، و"ألبرتو أغيليرا" (المعروفة شعبيًا باسم "البوليفارات")؛ ومن الجنوب على طول "روندا دي توليدو"، و"روندا دي فالينثيا"، و"روندا دي إيمبادوريس"؛ ومن الشرق على امتداد "باسيّو ديل برادو" و"باسيّو دي ريكوليتوس"؛ ومن الغرب على امتداد منحدرات وادي نهر "مانثاناريس".
وقد وُجدت خارج الأسوار (extramuros) الحدائق والمناطق الطبيعية والمجمعات الملكية مثل "بوين ريتيرو" شرق المدينة، و"كاسا دي كامبو" غربًا، و"إل باردو" شمال غربًا.
وقد جاء سور فيليبي الرابع ليحل محل سور سابق كان قد أمر ببنائه فيليبي الثاني (1556–1598)، إلا أنه سرعان ما أصبح غير كافٍ. وقد شُيِّد السور الجديد للحد من التوسع العشوائي الذي كانت تشهده المدينة، وعمل كحاجز عمراني فعلي أعاق التمدد الحضري حتى القرن التاسع عشر. وقد تم هدم هذا السور عام 1868.
وبشكل عام، تتوافق المساحة التي كانت ضمن سور فيليبي الرابع مع ما يُعرف حاليًا بمنطقة "المركز" (Distrito Centro). وتبلغ مساحتها 523.73 هكتارًا، وتشمل الأحياء الإدارية التالية: "كورتيث"، "إيمبادوريس"، "خوستيثيا"، "بالاثيو"، "سول"، و"أونيبيرسيداد".

### الحدود السياحية
على عكس الحدود التاريخية التي تم تحديدها بدقة من خلال سور فيليبي الرابع، فإن المنطقة التي يتم الترويج لها سياحيًا تحت مسمى "مدريد دي لوس أوسترياس" لا تمتلك حدودًا دقيقة أو رسمية. إذ تقتصر على نطاق أصغر بكثير، يشمل أجزاءً من الأحياء الإدارية "سول" و"بالاثيو"، التابعتين لمنطقة "سنترو" في قلب العاصمة.
ويُقصد بها عمومًا المناطق المحيطة بالشوارع: "كالّي مايور"، "أرينال"، "سيغوفيا"، "كارييرا دي سان فرانثيسكو"، "باييّن"، و"طليطلة"، بالإضافة إلى الساحات: "لا سيبادا"، "لا باخا"، "مايور"، "بويرتا ديل سول"، و"دي أورينتي". وتشمل هذه المناطق أحياءً ومناطق لا تتمتع بكيان إداري مستقل مثل "لا لاتينا"، "أوبرا"، و"لاس بيستيّاس".
وتضم هذه المنطقة معالم أثرية أُنشئت في القرنين السادس عشر والسابع عشر، خلال فترة حكم سلالة هابسبورغ في إسبانيا، بالإضافة إلى آثار تعود لفترات أقدم أو أحدث. وتندرج هذه المعالم عادة ضمن المسارات السياحية المرتبطة باسم "مدريد دي لوس أوسترياس"، مثل كنيسة سان نيكولاس دي لوس سيرفيتاس (من القرن الثاني عشر)، وكنيسة سان بيدرو إل بييخو (من القرن الرابع عشر)، بالإضافة إلى القصر الملكي، الذي شُيِّد في القرن الثامن عشر.
وفي المقابل، توجد معالم أُنشئت في عهد آل أوستريا لكنها لا تُدرج ضمن هذه الجولات السياحية، لوقوعها خارج أحياء "سول" و"بالاثيو". من بين هذه الأمثلة: قاعة الممالك (Salón de Reinos) وجناح كاسون ديل بوين ريتيرو (el Casón del Buen Retiro)، اللذان كانا جزءًا من قصر بوين ريتيرو الذي لم يعد قائمًا، بالإضافة إلى حدائق بوين ريتيرو التي تحمل الاسم نفسه.
كذلك، تُستثنى من هذا التصنيف السياحي مناطق أخرى ذات قيمة أثرية أقل، لكنها ذات أهمية تاريخية كبيرة في حقبة آل أوستريا. من هذه المناطق: حي الآداب (Barrio de las Letras)، الذي يتمركز حول شارع "كايه دي لاس ويرتاس"، حيث عاش وكتب بعض أعلام الأدب في العصر الذهبي الإسباني، مثل لوبي دي فيغا، ميغيل دي ثيربانتس، وفرانسيسكو دي كيفيدو؛ بالإضافة إلى كاسا دي كامبو، التي أنشأها فيليبي الثاني كمزرعة ترفيهية ومحمية صيد.

### التطور التاريخي
في النصف الأول من القرن السادس عشر، وقبل أن تُعلَن مدريد عاصمة، كانت تُعد مدينة متوسطة الحجم بين المدن القشتالية، وتحظى بمكانة اجتماعية معينة ونفوذ سياسي ملحوظ. وكان عدد سكانها يتراوح بين 10,000 و20,000 نسمة، وكانت واحدة من ثماني عشرة مدينة تمتعت بامتياز التمثيل الصوتي والتصويتي في محاكم قشتالة (Cortes de Castilla).
وقد استضافت مدريد عدة مرات جلسات محاكم المملكة، ومنذ عهد أسرة تراستامارا، كانت مقصدًا متكررًا للملكية الإسبانية، التي جذبتها ثروتها من الطرائد وصيدها الوافر. كما أن أحد معابدها الدينية، كنيسة سان خيرونيمو إل ريال (San Jerónimo el Real)، تم اختياره من قبل العائلة المالكة ليكون الموقع الرسمي لمراسم أداء قسم ورثة العرش من أمراء أستورياس.
وكان أول من قام بأداء هذا القسم هو فيليبي الثاني، في 18 أبريل عام 1528، والذي سيقوم بعد ثلاثة وثلاثين عامًا لاحقًا بجعل مدريد مقرًا دائمًا للبلاط الملكي. أما آخر من أدى القسم في هذا الموقع، فكانت إيزابيل الثانية، في 20 يونيو عام 1833.

### حكم الملك كارلوس الأول
أبدى كارلوس الأول (حكم بين 1516–1556)، أول ملوك سلالة آل أوستريا في إسبانيا، اهتمامًا خاصًا بمدينة مدريد، وربما كان ذلك بدافع النية في جعلها مقرًا دائمًا للبلاط الملكي. هذا ما يؤكده المؤرخ لويس كابريرا دي كوردوبا (1559–1623) في نص أشار فيه إلى فيليبي الثاني، حيث قال:
الملك الكاثوليكي [في إشارة إلى فيليبي الثاني]، إذ رأى أن الإقامة في مدينة طليطلة غير مناسبة، وامتثالًا لرغبة الإمبراطور والده [كارلوس الأول] في أن يجعل بلاطه في مدينة مدريد، قرر أن يجعل من مدريد مقرًا لملكه وإدارة مملكته.
دفع الإمبراطور بعدة مشاريع عمرانية ومعمارية في مدريد. ويُنسب إليه تحويل القلعة البدائية في "إل باردو"، الواقعة في أطراف النطاق الحضري، إلى قصر. وقد بدأت الأعمال، التي أشرف عليها المعمار لويس دي بيغا، عام 1547 واختُتمت عام 1558، خلال عهد فيليبي الثاني. ولم يبقَ من هذا المشروع سوى بعض العناصر، مثل فناء آل أوستريا (Patio de los Austrias)، والتي دُمجت لاحقًا في الهيكل النهائي للقصر الملكي في "إل باردو"، الناتج عن إعادة الإعمار في القرن الثامن عشر، بعد الحريق الذي وقع عام 1604.
ومن المباني الأخرى التي أمر الملك بإعادة تأهيل القصر الملكي في مدريد (Real Alcázar de Madrid)، وهو حصن يعود إلى العصور الوسطى، التهمته النيران عام 1734، ويقع في موقعه الحالي القصر الملكي. وقد ضاعف الملك مساحته بإضافات متعددة، من أبرزها: الفناء وغرف الملكة، وبرج كارلوس الأول، وفقًا لتصميم مشترك بين لويس دي بيغا وألونسو دي كوفاروبياس.
من بين المشاريع الحضرية التي رعاها كارلوس الأول، تبرز عملية هدم بوابة وادي الحجارة (Puerta de Guadalaxara)، وهي المدخل الرئيسي للسور المسيحي القديم لمدريد، واستبدالها ببوابة أكثر ضخامة ذات ثلاثة أقواس. وقد بُنيت البوابة الجديدة حوالي عام 1535 في موقع يوازي الرقم 49 من شارع "كالّي مايور" الحالي، لكنها احترقت في الثاني من سبتمبر عام 1582.
خلال فترة حكمه، افتُتحت بعض المعابد الدينية، من بينها مزار سيدة أتوچا (Nuestra Señora de Atocha)، الذي يعود تاريخه إلى عام 1523. وقد تم هدمه عام 1888 بسبب حالته المتدهورة، وأُعيد بناؤه ككنيسة كبرى (بازيليكا) في القرن العشرين.
وفي عام 1541، تقررت توسعة كنيسة سان خينيس، الواقعة في شارع "أرينال"، من خلال ملحق رعوي في شارع "مونتيرا"، أُطلق عليه اسم سان لويس أوبيسبو. وقد افتتح هذا الملحق أبوابه عام 1689، في عهد كارلوس الثاني، لكنه احترق في عام 1935. ولم يبقَ منه سوى الواجهة الرئيسية، التي نُقلت لاحقًا ودُمجت في هيكل كنيسة سيدة الكرمل (Nuestra Señora del Carmen) الواقعة في شارع "الكارمن".
دير سان فيليبي الريال (San Felipe el Real)، الذي بُني عام 1547، كان من أبرز أماكن اللقاء في مدريد خلال عهد آل أوستريا. وقد سُميت ساحته بـ"موقع القيل والقال" (mentidero de la villa) نظرًا للشائعات التي كانت تُتداول فيها. وقد هُدم المبنى عام 1838، وكان يضم ديرًا مهمًا بطراز عصر النهضة، يحتوي على 28 قوسًا في كل من طابقيه.
من بين المعابد الأخرى التي تعود إلى تلك الفترة، كنيسة سان سيباستيان (1554–1575)، والتي أُعيد بناؤها بعد أن تضررت جراء قصف خلال الحرب الأهلية الإسبانية.
تُعد كنيسة الأسقف (Capilla del Obispo)، دون شك، أهم منشأة دينية من الناحية المعمارية شُيّدت في مدريد خلال عهد كارلوس الأول. وقد بُنيت بين عامي 1520 و1535، كملحق للكنيسة القروسطية سان أندريس، بمبادرة من عائلة بارغاس، إحدى أبرز العائلات في مدريد خلال العصور الوسطى وعصر النهضة. وسُمّيت الكنيسة على اسم غوتييرّي دي بارغاس إي كاربخال، أسقف بلاسينثيا، الذي كان الداعم الرئيسي للمشروع.
في المجال الاجتماعي، أسّس الراهب أنتون مارتين عام 1552 مستشفى سيدة محبة الله (Hospital de Nuestra Señora del Amor de Dios)، الذي كان يقع في شارع "أتوچا"، بالقرب من الساحة التي تحمل اسم مؤسسه.
وفي عام 1529، أمر كارلوس الأول بتثبيت المستشفى الملكي للبلاط (Real Hospital de la Corte)، الذي كان متنقلًا مع البلاط، في مدريد بشكل دائم. وكان مبناه، المعروف باسم مستشفى بوين سوثيسو (Hospital del Buen Suceso)، يضم منشأة طبية وكنيسة، واكتملت أعماله عام 1607. وقد هُدم في منتصف القرن التاسع عشر خلال أعمال توسعة بويرتا ديل سول، حيث كان يقع.
أما فيما يتعلق بالمساكن الفاخرة، فتُذكر إقامة ألونسو غوتييرّيث دي مدريد، خازن الإمبراطور، والتي استُخدمت لاحقًا، خلال عهد فيليبي الثاني، كأساس لتأسيس دير ديسكالساس ريالس (Monasterio de las Descalzas Reales). وقد كشفت ترميمات حديثة في المبنى عن عناصر أصلية من فناء القصر المذكور.
ويقع قصر كونتات باريذيس دي نـابا (Palacio de los condes de Paredes de Nava)، أو ما يُعرف بـبيت سان إيسيدرو (Casa de San Isidro)، في ساحة "سان أندريس"، حيث توجد اليوم متحف الأصول (Museo de los Orígenes). وقد بُني على أرض مبنى قديم يُعتقد، وفقًا للتقاليد، أنه كان مقر إقامة إيفان دي بارغاس، الذي وفّر المسكن والعمل للقديس إيسيدرو في القرن الحادي عشر. ويعود تاريخ البناء إلى النصف الأول من القرن السادس عشر.
من جهتها، تعود منزل سيسنيروس (Casa de Cisneros) إلى عام 1537، وقد شُيّد على الطراز البلاترِسكي (plateresco). يقع هذا المبنى بين شارع "ساكرامينتو" وساحة "لا بيا"، وكان أول مالكيه بينيتو خيمينيث دي سيسنيروس، ابن شقيق الكاردينال الشهير سيسنيروس (1436–1517)، الذي اشتُق اسمه من اسمه.

### حكم فيليب الثاني
في عام 1561، قام فيليبي الثاني (حكم بين 1556–1598) بتثبيت البلاط الملكي في مدريد. وقد أدى هذا التعيين إلى زيادة سكانية هائلة، إذ ارتفع عدد سكان المدينة من حوالي 10,000–20,000 نسمة قبل إعلانها عاصمة، إلى ما بين 35,000 و45,000 نسمة في عام 1575، وأكثر من 100,000 نسمة في نهاية القرن السادس عشر.
ولمواجهة هذا النمو السكاني، قام مجلس مدينة مدريد، بدعم من التاج، بإعداد مشروع للتنظيم العمراني، شمل تسوية وتوسيع الشوارع، وهدم السور القروسطي القديم، وإعادة تهيئة ساحة الأرابال (plaza del Arrabal) —التي تُعد سلف ساحة مايور الحالية— وبناء منشآت عامة مثل المستشفيات، ودور الأيتام، والمؤسسات الخيرية، والأسواق، والمعابد الدينية.
كلّف فيليبي الثاني المعماري خوان باوتيستا دي توليدو بالإشراف على هذا المشروع، إلا أن نقص الموارد، والبيروقراطية البطيئة، وقلة الدعم المالي من التاج أدت إلى تباطؤ تنفيذ الخطة. ونتيجة لذلك، حدث نمو عمراني سريع وعشوائي، تركز بشكل أساسي نحو الشرق، بسبب التضاريس الوعرة في الغرب، حيث تقع منحدرات ووديان نهر مانثاناريس.
وقد شُيدت المباني الجديدة بمحاذاة الطرق التي كانت تنطلق من المدينة، ونشأت حولها شبكة من الشوارع الضيقة، وإن كانت ذات تخطيط شبه منتظم. كان طريق الكالا دي إيناريس (شارع الكالا حاليًا) هو العمود الفقري للنمو شرقًا، كما ساهم طريق سان خيرونيمو إل ريال في إنشاء شارع سان خيرونيمو، بينما اتخذ النمو باتجاه الجنوب الشرقي من طريق مزار سيدة أتوچا (شارع أتوچا حاليًا) محورًا رئيسيًا له.
أما في الجنوب، فقد تركزت المنازل الجديدة حول طريق طليطلة (شارع طليطلة)، وفي الشمال، شكّلت طريق أورتاليثا وطريق فوينكارال (وشوارعهما الحالية) المراجع التخطيطية، رغم أن التوسع فيهما كان أكثر اعتدالًا.
قبل اتخاذ مدريد عاصمة، كانت مساحتها في عام 1535 تقدر بـ 72 هكتارًا، وارتفعت إلى 134 هكتارًا بحلول عام 1565، أي بعد أربع سنوات فقط من إعلانها عاصمة. وبنهاية حكم فيليبي الثاني، وصلت المساحة الحضرية إلى 282 هكتارًا، وبلغ عدد المباني فيها حوالي 7590 مبنًى، أي ثلاثة أضعاف العدد في عام 1563 (2250 مبنًى).
غير أن هذا النشاط العقاري الكثيف لم يكن كافيًا لتلبية الطلب على المساكن من قبل الطبقة الأرستقراطية وخدم القصر الملكي، مما دفع الملك إلى إصدار مرسوم "حق الإيواء الملكي" (Regalía de Aposento)، والذي أُلزم بموجبه أصحاب العقارات المكوّنة من أكثر من طابق بتخصيص أحد الطوابق لإسكان إحدى عائلات البلاط.
وقد أدى هذا المرسوم إلى ظهور ما يُعرف بـ "بيوت المراوغة" (casas a la malicia)، وهي مساكن صُممت بطريقة تسمح لأصحابها بالتحايل على القانون، مثل الاكتفاء بطابق واحد، أو تقسيم المساحات الداخلية إلى غرف صغيرة، أو إخفاء الطابق العلوي عن الشارع.
وفي عام 1590، أنشأت الدولة ومجلس المدينة "لجنة الشرطة والزينة" (Junta de Policía y Ornato)، برئاسة المهندس فرانسيسكو دي مورا، بهدف معالجة الفوضى العمرانية التي سببتها سرعة التوسع. ومن أبرز مهامها تسوية الشوارع والقضاء على الفجوات والزوایا بين المباني.
كما رعى فيليبي الثاني تنفيذ عدة مشاريع للبنية التحتية، مثل جسر سيغوبيا (Puente de Segovia)، وشارع ريال نويفا (شارع سيغوبيا الحالي)، وساحة مايور. لم تُنفذ هذه المشاريع بالطريقة المخطط لها بسبب القيود المالية، ما اضطر إلى حلول أكثر تواضعًا.
كان من المخطط أن تندرج الجسر والشارع ضمن مشروع لشارع واسع ومهيب يربط الطريق القديم لسيغوبيا بـ قصر الكازار، مرورًا بنهر مانثاناريس. لكن ما تحقق فقط هو الجسر (1582–1584)، الذي يُنسب إلى خوان دي إيريرا، أما الشارع فقد اقتصر على تسوية الأرض وهدم بعض المباني، ما أسفر عن إنشاء شارع سيغوبيا، الذي اكتمل في عام 1577.
أما بالنسبة إلى ساحة مايور، التي أُقيمت فوق ساحة الأرابال القديمة —المركز التجاري في ذلك الوقت— فقد كلف فيليبي الثاني المعماري خوان دي إيريرا بتصميمها في عام 1580. وخلال حكمه، تم هدم المباني القديمة وبدأت أعمال بناء دار المخبز (Casa de la Panadería) في عام 1590، بتصميم دييغو سيييرو، لكن التقدم الحاسم جاء على يد خليفته فيليبي الثالث.
واصل فيليبي الثاني أيضًا توسعة وتحديث قصر الملكي، التي بدأها والده، ببناء البرج الذهبي (Torre Dorada) من تصميم خوان باوتيستا دي توليدو، وتزيين الغرف المختلفة. كما أمر ببناء دار الخزانة، الاسطبلات الملكية، والعتاد الملكي بجوار القصر، وقد اختفت جميعها لاحقًا.
لكن ربما كان المشروع الأقرب إلى قلبه هو بيت الريف (Casa de Campo)، وهو موقع حوّله إلى قصر وحديقة ترفيهية. وقد صُمم من قبل خوان باوتيستا دي توليدو، وفق طراز الطبيعة المؤنسنة بما يتماشى مع الذوق النهضوي، بوصفه صلة وصل مع غابة إل باردو. ولم يتبق من المشروع سوى أجزاء من تخطيط الحدائق وبعض بقايا القصر.
كما شُيدت عدة مبانٍ دينية ومدنية، من بينها:
دير ديسكالساس ريالس، أسسته عام 1559 خوانا دي أوستريا، شقيقة الملك.
دير لا فيكتوريا، بدأت أعماله في 1561، وكان أيضًا وثيق الصلة بالعرش.
في عام 1583، افتُتح كورال مسرح الأمير (corral de comedias del Teatro del Príncipe)، والذي أصبح فيما بعد موقع مسرح إسبانيول، وكان مؤسسة مركزية في عصر النهضة الذهبي الإسباني.
وفي عام 1590، افتُتح كلية ماريا دي قرطبة وأراغون، المعروفة اليوم باسم قصر مجلس الشيوخ (Palacio del Senado)، وسُميت على اسم إحدى وصيفات الملكة آنا دي أوستريا، التي كانت الداعمة الرئيسية للمشروع.
من بين القصور الأرستقراطية، تبرز:
بيت المداخن السبعة (Casa de las Siete Chimeneas) (1574–1577)، الذي يشغل حاليًا وزارة الثقافة في ساحة "الريي".
منزل أنطونيو بيريز في شارع أتوچا.
قصر عائلة بارغاس في ساحة "لا باخا"، والذي تم تعديل واجهته في القرن العشرين بطراز تاريخي يكمّل كنيسة الأسقف المجاورة.

### حكم فيليب الثالث
في عام 1601، وبعد بضع سنوات فقط من صعود فيليبي الثالث إلى العرش (حكم بين 1598–1621)، فقدت مدريد مكانتها كعاصمة لصالح بلد الوليد. لكنها استعادت هذا الامتياز بعد خمس سنوات، إثر دفع 250,000 دوكات للتاج، وتعهد مجلس المدينة بتوفير مياه الشرب للقصر الملكي، إلى جانب تنفيذ بنى تحتية أخرى.
لهذا الغرض، أنشأت البلدية ما يُعرف بـ "رحلات المياه" (قنوات تنقل المياه من الينابيع القريبة من المدينة)، ومن أبرزها رحلة أمانييل (1614–1616). وقد استفادت منها الأديرة والقصور، وكذلك السكان من خلال النافورات العامة. وفي عام 1617، أُنشئت "لجنة النافورات" للإشراف على صيانتها وحفظها.
خلال حكم فيليبي الثالث، تم التخطيط لعدد كبير من المباني الدينية والمدنية، بعضها افتُتح لاحقًا خلال عهد فيليبي الرابع. من أبرز هذه المشاريع:
الكنيسة الجماعية لسان إيسيدرو.
الواجهة الجديدة لقصر الكازار الملكي (1610–1636)، من تصميم خوان غوميث دي مورا، والتي استمرت حتى حريق القصر في 1734.
دير الآباء الكبوشيين في إل باردو، أسسه الملك عام 1612، وبدأ البناء النهائي فيه عام 1638.
وقد تميزت المباني الجديدة بجودة معمارية أعلى من الفترات السابقة، وظهر فيها أسلوب معماري خاص بمدريد، يجمع بين الكلاسيكية المتأثرة بمدرسة خوان دي هيريرا، وبعض سمات الباروك المبكر.

#### خصائص النمط المعماري في ذلك العصر:
فيما يتعلق بالقصور الأرستقراطية، فقد تبنّت تصميمًا قياسيًا يتكوّن من:
- مسقط مستطيل.

- طابقان أو أكثر.

- واجهات مانييرية.

- أسطح مائلة مغطاة بالأردواز.

- برجان مربعان مزودان بقباب مخروطية حادة، مستوحاة من طراز "إسكوريال".

وقد بدأ هذا الطراز يتشكل في عهد فيليبي الثالث، مع أمثلة بارزة مثل:
- بيت المخبز (Casa de la Panadería) وبيت الجزارة (Casa de la Carnicería) في ساحة مايور.

- قصر مركيز كاماراسا في شارع مايور (يضم اليوم مكاتب بلدية).

- مشروع إعادة بناء قصر إل باردو بعد احتراقه في 1604.

- واجهة قصر الكازار المذكورة سابقًا.

- أما قصر المجالس (أو قصر دوق أوثيدا)، فيُعدّ نموذجًا تمهيديًا من حيث تصميم الفضاء والواجهات، رغم افتقاره للأبراج الهيريرية. وقد صمّمه فرانثيسكو دي مورا، ونفذ البناء بين 1608 و1613 بمساعدة ألونسو دي تروخيو.

#### في المجال الديني:
اعتمدت معظم الكنائس الجديدة النموذج اليسوعي، بمخطط صليب لاتيني مستوحى من كنيسة جيزو في روما. وكنيسة سان إيسيدرو تجسد هذا النموذج.
ومن أبرز الأعمال أيضًا:
الدير الملكي للتجسد (Real Monasterio de la Encarnación) (1611–1616)، أسسته مارغريتا دي أوستريا، زوجة الملك. ويُعدّ تصميم واجهته من أعمال خوان غوميث دي مورا، رغم احتمال أن التصميم الأصلي كان لعمه فرانثيسكو دي مورا. وقد أصبحت هذه الواجهة من أكثر النماذج اقتباسًا في عمارة قشتالة في القرنين السابع عشر والثامن عشر.
مثال مشابه: دير الحبل بلا دنس في لويتشيس (Loeches)، قرب مدريد، الذي يتميز بواجهة مستطيلة مع رواق وركائز وواجهة مثلثة.
ومن أهم الكنائس والدير الأخرى التي شُيدت خلال فترة حكمه:
دير الثالوثيات الحافيات (Trinitarias Descalzas)، عام 1609، يقع في حي الآداب، ودفن فيه ميغيل دي ثيرفانتس.
كنيسة سر القربان الأقدس (Santísimo Sacramento)، تأسست عام 1615 من قبل الوزير الأول كريستوبال غوميث دي ساندوفال. لم يبقَ منها سوى الكنيسة، التي أصبحت الآن الكاتدرائية العسكرية.
من الأعمال الأخرى:
دير كوربوس كريستي (de las Carboneras)، وكنيسة سيدة الكرمل، بدأ بناؤهما عامي 1607 و1611 على التوالي، من تصميم ميغيل دي سوريا.
كنيسة سان أنطونيو دي لوس أليمانيس، بُنيت عام 1606، وتُعدّ من أكثر الكنائس تميزًا بسبب تصميمها البيضاوي الداخلي، والمزينة بلوحات جدارية لفنانين مثل لوكاس جوردان، وخوان كارينيو دي ميراندا، وفرانثيسكو ريزي.
ومن آخر المباني التي شُيدت قبل وفاة الملك:
- كنيسة سان إلديفونسو (1619)، والتي دمرت بالكامل خلال الحرب الأهلية الإسبانية، وأعيد بناؤها في خمسينيات القرن العشرين.

- كنيسة سانتو خوستو وباستور (حوالي 1620).

#### أبرز المشاريع الحضرية:
أهم مشروع في عهده كان استكمال ساحة مايور (Plaza Mayor) في عام 1619، وفق تصميم خوان غوميث دي مورا. وكان أيضًا مسؤولًا عن بناء بيت الخبز، التي تتوسط الساحة، مع أن شكلها الحالي يعود لإعادة بناء من قبل توماس رومان بعد حريق عام 1672.
كما تم تهيئة ساحات أخرى مثل:
ساحة لا ثيبادا (La Cebada).
ساحة بالنادو (Valnadú)، التي ظهرت بعد هدم بوابة بالنادو عام 1567، في عهد فيليبي الثاني.
ومن إنجازاته تنظيم ضفاف نهر مانثاناريس وطريق بلد الوليد الملكي، حيث تم إزالة الحواجز الداخلية وتنسيق الأراضي المزروعة.
في مجال النحت:
تُعدّ التمثال الفروسي للملك فيليبي الثالث من أهم أعمال النحت في عهده. وقد أُرسل كهدية من الدوق الأكبر لتوسكانا، وصُنع من البرونز، بدأه خوان دي بولونيا وأكمله تلميذه بيترو تاكا عام 1616.
وُضِع التمثال في البداية في بيت الريف (Casa de Campo)، والذي نال أيضًا اهتمامًا خاصًا من الملك، حيث بُنيت قاعات جديدة مثل قاعة الفسيفساء وقاعة المزاح، وزُينت الحدائق بالنوافير والديكورات.
وفي عام 1848، نُقل التمثال إلى وسط ساحة مايور، حيث لا يزال قائمًا حتى اليوم، بأمر من الملكة إيزابيل الثانية.

### حكم فيليب الرابع
فيليب الرابع (حكم 1621–1665) تولى العرش وهو في سن السادسة عشرة، بعد وفاة والده المفاجئة. يُعتبر تقليديًا راعيًا للأدب والفنون، وخاصة الرسم. خلال فترة حكمه، تحولت مدريد إلى واحدة من المراكز الثقافية الرئيسية في أوروبا، وكانت مسرحًا لظهور العديد من الأعمال العظيمة في العصر الذهبي الإسباني. كما استضافت المدينة الجزء الأكبر من مجموعة اللوحات الملكية، التي تُعد من أهم مجموعات الفن في تاريخ جمع التحف الإسبانية.
في مجال العمارة، شُيدت العديد من المباني المدنية والدينية، وفي الوقت نفسه تم بناء مقر ملكي جديد في منطقة برادو دي لوس جيرونيموس، في الجانب الشرقي من المدينة. حيث نقل قصر بوين ريتيرو مركز النشاط السياسي والاجتماعي والثقافي في المدينة من القصر الملكي القديم في الطرف الغربي إلى الشرق.

#### الرسم
كان فيليب الرابع أكبر جامع للفنون في عصره، وهواية انتشرت بتأثيره وتقليده بين العديد من العائلات النبيلة المقيمة في البلاط. جذب اهتمامه بالرسم إلى مدريد فنانين مثل ثورباران، روبنز، وفيلاثكيث، الذين عملوا على تزيين القصور الملكية. ويستحق فيلاثكيث ذكرًا خاصًا، إذ ظل تحت رعاية الملك لمدة تقارب الأربعين عامًا.
ساهمت الهدايا والشراءات والطلبات التي قدمها الملك في زيادة مقتنيات التاج بأكثر من 800 لوحة، من بينها عدة روائع من الرسم الأوروبي في القرون الخامس عشر والسادس عشر والسابع عشر. أغلب هذه الأعمال موجودة اليوم في متحف البرادو.
كان مركز مجموعة فيليب الرابع هو القصر الملكي، وهو المبنى الذي نُقلت إليه اللوحات التي اشترىها فيليب الثالث، والتي كانت مجمعة في الغالب في قصر دي إل باردو الملكي. نٌقل بين عامي 1622 و1625.
كانت المشاريع المعمارية التي بادر بها الملك تضم أيضًا مجموعات فنية هامة، مثل برج لا بارادا، حيث عُرضت لوحات لفيسنتي كاردوتشو، روبنز وفيلاثكيث، بالإضافة إلى قصر لازارسويلا وقصر بوين ريتيرو.
كانت ديكورات صالة المملكة، إحدى أفخم غرف القصر الأخير، من تصميم فيلاثكيث، الذي جمع بين أعماله الخاصة (مثل استسلام بريدا والأمير بالتازار كارلوس على ظهر الحصان) وأعمال فنانين آخرين مثل ثورباران، خوسيبي ليوناردو وخوان باوتيستا ماينو.
طوال القرن السابع عشر، تطورت ما يُعرف بـ"المدرسة المدريدية للرسم"، التي ضمت عدة أجيال من الفنانين، ومن أبرزهم، في عهد كارلوس الثاني، خوان كارينو دي ميراندا وكلوديو كويلو.

#### العمارة المدنية
بوجه عام، اتبعت العمارة القصرية في عهد الملك فيليب الرابع النموذج ما بعد الإسكوريالي، ذو الطابع الباروكي المعتدل، والذي بدأ التكوين في عهد فيليب الثالث. ظهر هذا النمط بشكل نقي في القصر المفقود "البوين ريتيرو"، الذي كان أصله هو ما يُعرف بـ "الكوارطو ريال"، وهو ملحق بدير الهيرونيموس، الذي كان يُرتاده الملكيون للاستراحة والترويح منذ عهد الملوك الكاثوليك.
بتوجيه من كونت-دوق أوليفاريس، أمر فيليب الرابع في عام 1632 المهندس المعماري ألونسو كارونيل بتوسعة المجمع وتحويله إلى إقامة صيفية. صُمم القصر كمكان للترفيه، وتجلى ذلك في تكوينه المرتبط حول فناءين كبيرين، مصممين على هيئة ساحات حضرية. كانت "الساحة الرئيسية" مخصصة للعائلة الملكية، بينما كانت "الساحة الكبرى"، ذات الحجم الأكبر، تستخدم لإقامة الاحتفالات والفعاليات الثقافية والترفيهية والفعاليات المصارعة.
تم الانتهاء من المرحلة الأولى، التي تشمل النواة المركزية (الساحة الرئيسية)، في عام 1633، بعد عام واحد فقط من التكليف. أما أعمال الساحة الكبرى، وميدان التدريب، وقاعة الرقص، والكوليسيوم والحدائق فقد استمرت على مراحل مختلفة حتى عام 1640.
تعرض المجمع القصري لأضرار جسيمة خلال حرب الاستقلال، وفي نهاية المطاف تم هدمه في عهد الملكة إيزابيل الثانية، لعدم إمكانية ترميمه. ولم يتبق سوى قاعة الممالك وقاعة الرقص (أو كاسون بوين ريتيرو)، وإن كانت قد تعرضت لتحولات كبيرة مقارنة بالتصميم الأصلي.
فيما يخص الحدائق، فإن "منتزه ريتيرو" الحالي هو الوريث لتصميم ذلك العصر في عهد فيليب الرابع، رغم أن مظهره الحالي يعود إلى عدة عمليات تجديد نفذت في فترات لاحقة، خصوصاً في القرنين الثامن عشر والتاسع عشر. من بين العناصر الأصلية التي ما زالت موجودة يمكن ذكر بعض المجمعات الهيدروليكية مثل البركة الكبيرة والقناة الصغيرة.
إلى جانب بوين ريتيرو، أظهر الملك ميلاً خاصاً للموقع الملكي في إل باردو، حيث أمر ببناء قصر الزارزويلا، وهو مقر الإقامة الحالي للعائلة الملكية، وتوسيع برج بارادا وفق تصميم جوان غوميز دي مورا. وقد بُني هذا الأخير كبهو صيد في عهد فيليب الثاني، وتم تدميره بالكامل في القرن الثامن عشر.
تمثل العمارة المدنية في قصر سانتا كروز وبيت المدينة، اللذين صممهما جوان غوميز دي مورا عام 1629، مثالين بارزين.
الأول احتوى على قاعة قضاة البيت والمحاكمة، وفي الوقت الحاضر يضم وزارة الشؤون الخارجية. يتكون حول فناءين مربعين متماثلين، متصلين بمحور مركزي يعمل كموزع ومدخل للمبنى. كسر أفقية الواجهة الرئيسية المطلة على ساحة المحافظة البرجان الجانبيان ذوا الطابع الإسكوريالي والبوابة ذات المستويين بثلاث فتحات. انتهى بناؤه عام 1636 وخضع لعدة تجديدات في القرون اللاحقة.
أما بيت المدينة فصُمم كمقر للحكومة البلدية وسجن المدينة. بدأت أعماله عام 1644، بعد خمسة عشر عاماً من وضع المخطط، وانتهت عام 1696. إلى جانب غوميز دي مورا، تعاون في المشروع خوسيه دي فيياريل، الذي يرجع إليه الفناء المركزي، وتيودورو أرديمانس وخوسيه ديل أولمو.
ومن بين المساكن النبيلة، يبرز قصر دوق أبرانتيس الذي بناه جوان مازا بين 1653 و1655 وحٌول بشكل جوهري في القرن التاسع عشر، وقصر لا مونكلوا. الأخير شُيّد عام 1642 بمبادرة من ميلتشور أنطونيو بورتوكاريرو إي لاسو دي لا فيغا، كونت مونكلوفا ونائب ملك بيرو، الذي كان أول مالك له. الهيكل الحالي يعود إلى إعادة البناء والتوسعة التي تمت في القرن العشرين بعد الأضرار التي لحقت به خلال الحرب الأهلية.

#### العمارة الدينية
تتميز العمارة الدينية في عهد فيليب الرابع بمرحلتين، تتزامنان مع التطورات الفنية التي شهدها الباروك الإسباني خلال القرن السابع عشر.
في النصف الأول من القرن، استمر الحفاظ على البساطة الهندسية والمكانية المستمدة من الطراز الهيريراني، مع وجود زخارف قليلة ومدروسة بعناية، باستثناء الديكورات الداخلية التي تميزت بغزارة زخرفية واضحة. أما في النصف الثاني من القرن، فقد بدأ الذوق يتجه نحو الابتعاد التدريجي عن الكلاسيكية ودمج الزخارف الطبيعية في الواجهات.
في إطار التيار الأول، الذي يمكن تسميته بالباروك الكلاسيكي، تبرز كنيسة سان إيسيدرو الكلية، وكنيسة القديس أنطونيو للبرتغاليين، ودير سان بلاسيدو.
كنيسة سان إيسيدرو الكلية (1622-1664): تأسست ككنيسة للكلية الإمبراطورية القديمة، ويعود تصميمها إلى اليسوعي الأخ بيدرو سانشيز حوالي عام 1620، وبدأ البناء عام 1622. بعد وفاة بيدرو عام 1633، تولى الأخ فرانسيسكو باوتيستا مع ميلخور دي بويراس إتمام البناء. المبنى مخططه على شكل صليب لاتيني ويتميز بواجهة ضخمة مصنوعة من الجرانيت مع برجين على الجانبين. كانت الكاتدرائية المؤقتة لمدريد بين 1885 و1993.
كنيسة القديس أنطونيو للبرتغاليين: كانت تقع على جزيرة صناعية وسط بركة منحنية ضمن حدائق الريتيرو. بُنيت بين 1635 و1637 على يد ألونزو كاربونيل وهُدمت عام 1761 لبناء المصنع الملكي لخزف الصين، الذي اختفى هو الآخر لاحقاً. كانت أبراجها المربعة المزينة بطراز هيريراني وبوابة مزخرفة بأعمدة رخامية بيضاء ورؤوس أعمدة من الرخام الأسود من أبرز عناصرها.
دير سان بلاسيدو: المبنى الحالي من تصميم لورينزو دي سان نيكولاس ويعود تاريخه إلى 1641. تبرز زخرفة الداخل بشكل خاص ويحتوي على تمثال ليسوع المسيح الممدد من عمل جريجوريو فرنانديز.
مع تقدم القرن السابع عشر، فقدت الواجهات البسيطة شعبيتها وبرز أسلوب باروكي كامل لا يقبل الكثير من التنازلات للكلاسيكية. ويمكن ملاحظة هذا التطور في بيت المدينة، الذي مر بفترة بناء طويلة (التصميم عام 1629 والانتهاء عام 1696)، حيث أُضيفت له عناصر زخرفية جديدة تتماشى مع الاتجاهات الحديثة.
مصلى سان إيسيدرو: يمثل ذروة الباروك، وقد بُني كمرفق تابع لكنيسة القديس أندريس الأصلية لاستضافة رفات سان إيسيدرو. بدأت الأعمال عام 1642 بتصميم بيدرو دي لا تورّي، وتم تعديل التصميم في 1657 بواسطة خوسيه دي فيياريل. دشن فيليب الرابع وزوجته ماريانا من النمسا البناء رسميًا، وانتهى في 1699.
مصلى المسيح المتألم (1662-1668): يقع بجانب بازيليك سان فرانسيسكو الكبير النيوكلاسيكي ويخص الرهبنة الثالثة الفاضلة لسان فرانسيسكو، من تصميم فرانسيسكو باوتيستا. يشتهر الديكور الداخلي الباروكي، خاصة المذبح الخشبي المرصع بالرخام، حيث يُحفظ تمثال المسيح المتألم.
دير سيدة العقيدة أو دير جونغوراس: مثال آخر على الباروك في مدريد، تأسس بأمر من خوان خيمينيز دي جونغورا، وزير مجلس كاستيا، كهبة لميلاد ابنه كارلوس (الذي أصبح لاحقًا كارلوس الثاني). افتتح عام 1665 وتم توسيعه في 1669 بتصميم مانويل ديل أولمو.
من أبرز الأعمال أيضًا إعادة بناء كنيسة سان خينيس القديمة، التي بدأها المهندس خوان رويز عام 1645. المبنى على شكل صليب لاتيني بثلاثة أروقة مع صحن وقبة.
النحت
أدت الكثافة العالية للمؤسسات الدينية التي أسسها فيليب الرابع إلى نشاط نحاتي مهم، خاصة في صناعة التماثيل والمنابر الخشبية. في حوالي 1646، استقر مانويل بيريرا في البلاط الملكي، ومن أشهر أعماله منبر كنيسة سان أندريس (الذي فقد أثناء الحرب الأهلية) وتمثال القديس برونو، المحفوظ في الأكاديمية الملكية للفنون الجميلة في سان فرناندو.
خارج المجال الديني، تطورت النحت من خلال جهتين: زخرفة الشوارع والساحات عبر إنشاء نوافير فنية (مثل نافورة أورفيوس من تصميم جوان غوميز دي مورا المنتهية عام 1629)، والطلبات الملكية، أبرزها تمثال فيليب الرابع الفروسي (1634-1640).
يُعتبر هذا التمثال أول تمثال في العالم يصور الحصان متوازنًا على قوائمه الخلفية فقط. صنعه بيترو تاكا استنادًا إلى رسومات أولية لفلوريسكيز، وبحسب التقليد، استشار فيه جاليليو جاليلي علمياً. عُرف باسم "حصان البرونز"، كان في الأصل في قصر الريتيرو وتم نقله في عهد إيزابيلا الثانية إلى بلازا دي أورينتي، حيث يوجد الآن.

#### التخطيط الحضري
في مجال التخطيط الحضري، أمر فيليب الرابع ببناء سور يحيط بالمركز العمراني للمدينة، من خلاله حٌددت الحدود الجديدة للبلدة بعد عمليات التوسع التي شهدتها في الفترات السابقة. منذ تأسيس مدريد في القرن التاسع، كان من المعتاد تحصين المناطق السكنية، إما لأغراض دفاعية (أسوار المسلمين والمسيحيين)، أو للسيطرة الضريبية على الإمدادات والهجرة (السور المتوسط للضواحي وسور فيليب الثاني).
أدى سور فيليب الرابع إلى عدة تأثيرات على تطور المدينة: من جهة، حال دون التوسع الأفقي لمدريد حتى أواخر القرن التاسع عشر، عندما تم هدمه وبدأت عمليات التوسع العمراني الأولى؛ ومن جهة أخرى، ساهم في تعزيز النمو الرأسي، مما أدى إلى ظهور نوع من المساكن يسمى "كورالاس"، وهي مساكن متعددة الطوابق منظمة حول فناء كبير مشترك.
من هذا السور المبني من الطوب والحجر لا تزال بعض الآثار قائمة، مثل تلك الواقعة في روندا دي سيغوبيا، قرب بوابة طليطة.
ويُعد جسر طليطة مشروعاً عمرانياً آخر من مبادرات الملك. كانت وظيفته ربط وسط المدينة مباشرة بطريق توليدو، مع تجاوز نهر مانزاناريس من الجانب الجنوبي الغربي للمدينة. بُني الجسر على يد خوسيه دي فيياريل بين عامي 1649 و1660، استناداً إلى تصميم جوان غوميز دي مورا.
تعرض الجسر للتدمير بسبب فيضان، وفي عام 1671، خلال عهد كارلوس الثاني، تم بناء جسر جديد، لكنه أيضاً دُمر لنفس الأسباب. الهيكل النهائي الموجود حالياً يعود إلى الثلث الأول من القرن الثامن عشر وهو من عمل بيدرو دي ريبييرا.

### حكم كارلوس الثاني
مع تولي كارلوس الثاني العرش (1665–1700)، تباطأ وتيرة البناء التي سادت في عهد سلفه، خصوصاً فيما يتعلق بالمباني المدنية. من بين هذه المباني، يمكن ذكر فقط بوابة فيليب الرابع (1680)، التي، رغم اسمها، شُيدت تكريماً لماريا لويسا دي أورليان، الزوجة الأولى لكارلوس الثاني. صٌممت من قبل ميلتشور بويراس، وكانت موضوعة في البداية في كارييرا دي سان خيرونيمو، حتى تم نٌقلت منتصف القرن التاسع عشر إلى شارع ألفونسو الثاني عشر، حيث تخدم مدخلاً إلى حديقة إلبريتو.
أما في ما يخص المؤسسات الدينية، فقد بُنيت بعض الكنائس ذات الاهتمام الفني، التي تخلت بشكل نهائي عن الطابع البسيط الذي ساد في النصف الأول من القرن السابع عشر، واحتضنت بشكل كامل الاتجاهات الباروكية.
ومن ذلك كنيسة سيدة مونتسيرات، التي تشكل جزءًا من الدير الذي يحمل نفس الاسم. صٌممت عام 1668 على يد المعماري سيباستيان هيريرا بارنيفيو، إلا أن مشروعها عٌدل من قبل جاسبار دي لا بينيا، خوان دي توريجا، بيدرو دي لا تور، فرانسيسكو أسبور وبيدرو دي ريبييرا، الذين تدخلوا في مراحل مختلفة حتى الانتهاء من المجمع عام 1720. يتميز المبنى بواجهته المزخرفة بكثرة، خصوصاً البرج الذي يجاور أحد جوانبه، والذي يحتوي على العديد من الزخارف الطبيعية في الجزء العلوي وحول النوافذ.
ويبرز الذوق في التصميم أيضاً في كنيسة الكالاترافاس (1670–1678)، الواقعة في شارع ألكالا. ترجع إلى تصميم الراهب لورنثو دي سان نيكولاس، واكتمل العمل بواسطة إيثيدرو مارتينيث و غريغوريو غاروتي. تتميز الكنيسة بتصميم على شكل صليب لاتيني، وتعلو صليبها قبة مع طبلة تحتوي على ثمانية نوافذ، أربعة منها مفتوحة وأربعة مغلقة. تزين الكنيسة الكبرى مذبح من عمل خوسيه بينيتو دي تشوريغيرا، أنجز في عهد فيليب الخامس.
أما دير القربان الأقدس، الذي أسسه كريستوبال غوميث دي ساندوبال في عهد فيليب الرابع، فلم يبق منه سوى الكنيسة، التي أصبحت حالياً الكاتدرائية الأبرشية العسكرية. شُيد هذا المعبد في عهد كارلوس الثاني بين 1671 و1744، استناداً إلى مشروع وقع عليه فرانسيسكو باوتيستا، مانويل ديل أولمو وبارتولومي هورتادو غارسيا.
واجهته المصنوعة من كتل الجرانيت منقوشة بثلاثة مستويات أفقية، ومزينة بمقدمة دائرية. تتكون الزخرفة الخارجية من عدة حواف تمتد حول النوافذ، بزخارف طبيعية، ويبرز في المستوى الأوسط نقش بارز مخصص للقديس بنيدكت والقديس برناردو.
رغم تأثيرات الباروك في تلك الفترة، فإن دير نساء سانتياغو المكرسات يقترب أكثر من النموذج المعماري للنصف الأول من عهد فيليب الرابع، الذي يتميز بالرصانة. بدأ بناء هذا المبنى في عام 1667، ويتميز بكنيسة على شكل صليب يوناني، وواجهة مستوحاة من دير التجسد الملكي، وأبراج مزينة بأبراج صغيرة على الطراز الهيريريان على الجانبين.

### ممر سياحي وأثري
الطرق السياحية التي تستخدم تعبير "مدريد الهابسبورغ" تمر عبر المنطقة ذات التركيز الأعلى للمعالم الأثرية داخل الحيز الحضري المحدود بسور فيليب الرابع، والذي يقع في جزء من الأحياء الإدارية سول وبالاسيو.
في هذه المسارات، تسود معايير القرب الجغرافي على المعايير التاريخية الصارمة، وبالتالي، إلى جانب التجمعات المعمارية من القرنين السادس عشر والسابع عشر، عندما حكم آل هابسبورغ إسبانيا، يتم الترويج أيضًا لتلك التي بُنيت في فترات أخرى بسبب قربها من تلك.

#### شارع مايور
المقال الرئيسي: شارع مايور (مدريد)
شارع مايور، الذي يمتد حالياً من بوابة سول إلى منحدر لا فيغا، كان يتألف في القرنين السادس عشر والسابع عشر من أربعة مقاطع متميزة، لكل منها اسم مختلف.
كان الاسم "مايور" يُطلق فقط على الجزء خارج الأسوار، الممتد من بوابة سول إلى ساحة القائد لاس موريناس. من هناك إلى شارع ميلانيز، كان يُعرف باسم بوابة غوادالاخارا (نظرًا لوجود هذا المدخل في السور المسيحي القديم). حتى ساحة المدينة كان يُطلق عليه اسم بلاتيرياز، نسبة إلى وفرة المحلات المتخصصة في الفضة؛ وحتى منحدر لا فيغا، كان يسمى شارع ألمودينا، نسبة إلى الكنيسة المفقودة التي تحمل نفس الاسم، والتي تأسست على موقع مسجد قديم.
كان شارع مايور من أهم شوارع مدريد الهابسبورغية، لأنه ربط منطقة القصر الملكي ببورتا دل سول، ومن هناك مع طرق ألكالا دي إيناريس والجرونيموس، وهما من المخرجين الرئيسيين للمدينة.
يتألف الشارع من مبانٍ بين ثلاث وأربع طوابق، مزودة بأرصفة مغطاة، وكان مشهورًا بنشاطه التجاري المكثف. استقر فيه النقابات الحرفية المتخصصة في السلع الفاخرة مثل الصاغة وصانعي الحرير والنساجين والخياطات وصانعي الأحذية.
بالإضافة إلى كونه مركزًا تجاريًا مهمًا، كان أيضًا مقر إقامة لعائلات نبيلة مختلفة في القرن السابع عشر. لا تزال قصر ماركيز دي كاماراسا، وقصر ديل كونسيخوس، وقصر دوق أبرانتس محفوظة، رغم أن الأخير خضع لتحولات كبيرة في القرن التاسع عشر، حيث غٌيرت واجهته الرئيسية وهدم برجيه الجانبيين ذوي الطراز هيريراني. من بين القصور المفقودة، كان قصر كوندي دي أونايت.
كما كان للشارع طابع مؤسسي قوي. في قسمه الأوسط، مقابل ساحة المدينة، كانت كنيسة إل سالفادور مكان اجتماعات مجلس مدريد حتى بناء بيت المدينة. كما كان مسرحًا للعديد من الأحداث العامة مثل العروض والموكب. ومن أجل تمكين العائلة المالكة من مشاهدتها، أضاف المهندس المعماري خوان دي فيلانويفا في 1789 على الواجهة الشمالية لبيت المدينة، التي تطل على شارع مايور، رواق أعمدة توسكاني.
في شارع مايور وقعت عدة أحداث تاريخية. في 1578 قُتل خوان إسكوبيدو، سكرتير مجلس المالية في عهد فيليب الثاني، وفي 1622 تم اغتيال خوان دي تاسيس بيرالتا، كوندي دي فيياميدانا. في 31 مايو 1906 وقع محاولة اغتيال فاشلة ضد الملك ألفونسو الثالث عشر وزوجته فيكتوريا يوجينيا باتنبرغ خلال موكب يوم زفافهما. في تقاطع شارعي مايور وساكرامنتو يوجد نصب تذكاري يحيي ذكرى ضحايا هذا الحادث.
وُلد لوبي دي فيغا (1562–1635) في رقم 50 من الشارع، وتوفي كالدرون دي لا باركا (1600–1681) في الرقم 61 في ما يُعرف بالبيت الضيق، حيث كان يعيش مع ابنته بالتبني ماريا كالدرون لا كالدرونا، الممثلة والمحبوبة للملك فيليب الرابع.
بجانب المعالم المعمارية من عصر الهابسبورغ، يحتوي شارع مايور على معالم سياحية من فترات لاحقة، مثل مبنى الشركة الاستعمارية بطراز فن الآرت نوفو، وصيدلية الملكة الأم التي تأسست في 1913 على محل قديم كان يزود الأدوية للملكة إيزابيل دي فارنيزيو (1692–1766)، وسميت على اسمها، والمخبز إل ريوخانو الذي افتُتح في 1855 ويُعتبر نموذجًا للتجارة التقليدية في القرن التاسع عشر.

#### المحيط
بالقرب من شارع مايور تقع ساحتا مايور وبالاسيو، الواقعتان على الجانب الجنوبي منه. في هذا الجزء أيضًا يوجد سوق سان ميغيل (1913–1916)، الذي حافظ على هيكله الحديدي الأصلي.
قرب نهايته يقع الكاتدرائية الأسقفية العسكرية وكنيسة سان نيكولاس دي لوس سيرفيتاس، واحدة من أقدم كنائس المدينة. ذُكرت الأخيرة في قانون مدريد لعام 1202 وأبرز معلم معماري فيها هو برجها المودجاري ذو الأقواس العمياء، الذي يرجع على الأرجح إلى القرن الثاني عشر. هنا دُفن المهندس المعماري خوان دي هيرا عام 1597.
بالقرب من هذا المعبد يقع ثكنة سان نيكولاس، مبنى من القرن السادس عشر، كان مقرًا لإقامة كونتات شينتشون ولاحقًا لماركيز تولوسا.